# Naren Rauch
Naren Rauch ist ein US-amerikanischer Komponist und Gitarrist.
Rauch begann als Kind zu komponieren und studierte klassische Gitarre und Komposition an der Los Angeles County High School for the Arts. Es schloss sich ein Studium der Jazzgitarre an der Manhattan School of Music (bis 1999) an. Er trat als Gitarrist u. a. im  New Yorker Lincoln Center, in der Deutschen Oper Berlin, beim Strawberry Music Festival, beim Monterey Jazz Festival und den WFPK Waterfront Wednesday Concert Series in Louisville auf und spielte Aufnahmen mit den Bands Laptop und The Navigators und der eigenen Gruppe LILA auf. Neben klassischer und Jazzgitarre spielt er auch Bass, Mandoline und Dobro. Als Toningenieur arbeitete er u. a. für die Atomic Recording Studios, Cypher Sounds und The Orthodox Union und wirkte u. a. an dem Album Le Weekender der Les Sans Culottes und der Aufnahme von Christian McLeers Requiem für großes Orchester und Chor mit.
Rauchs Kompositionen umfassen Werke für klassische Gitarre, Jazz- und Rockmusik, elektroakustische Musik und Orchesterwerke. Er komponierte auch Musik für Werbe-, Dokumentar- und Fernsehfilme. 2003 komponierte er die Musik für die Produktion Emotion Tourist beim Edinburgh Festival Fringe, 2010 die Musik für die Theaterproduktion Fallings in Brooklyn.

## Weblink
- Naren Rauchs Homepage